# British Hotel (Dresden)

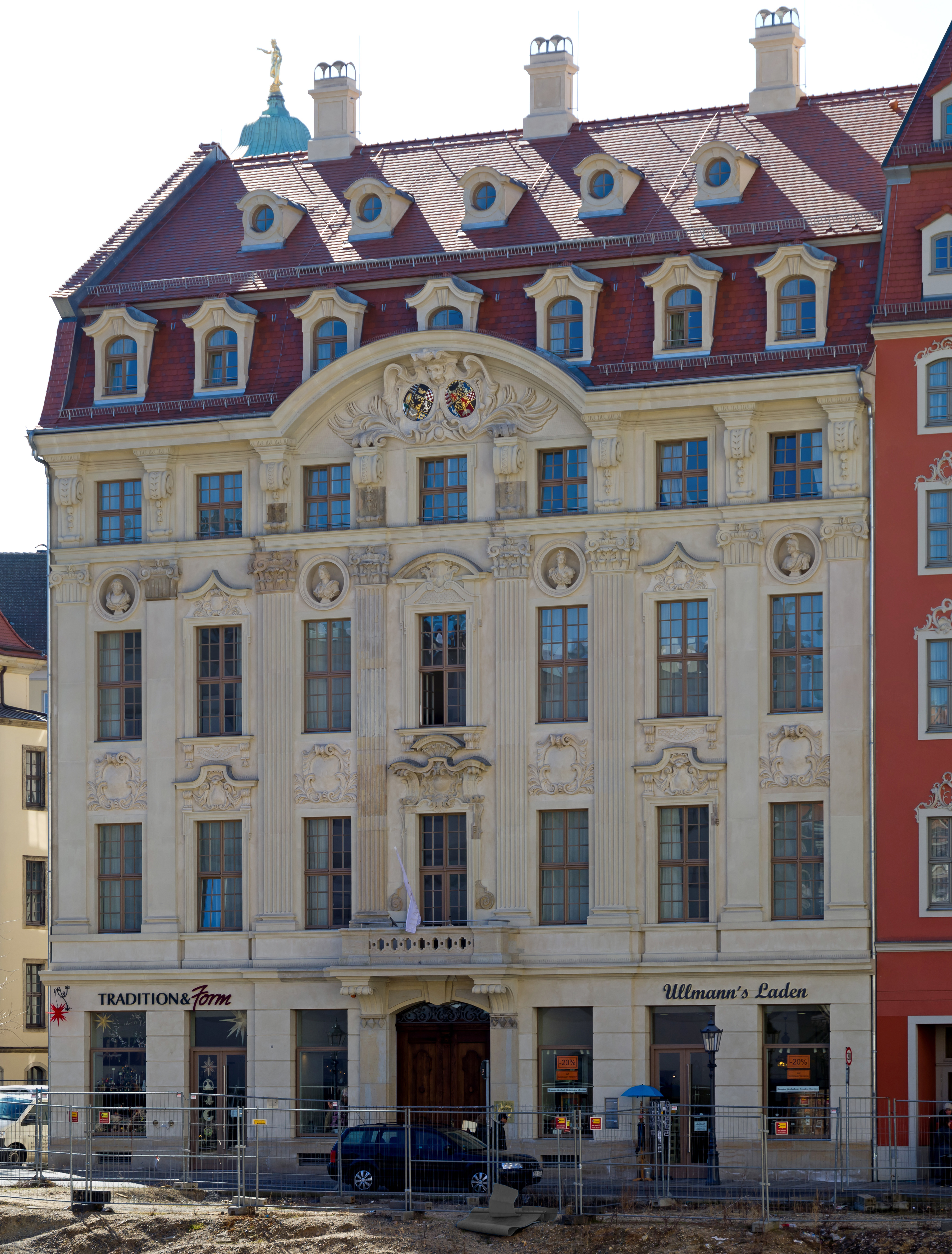
Das British Hotel in der Landhausstraße (März 2011)

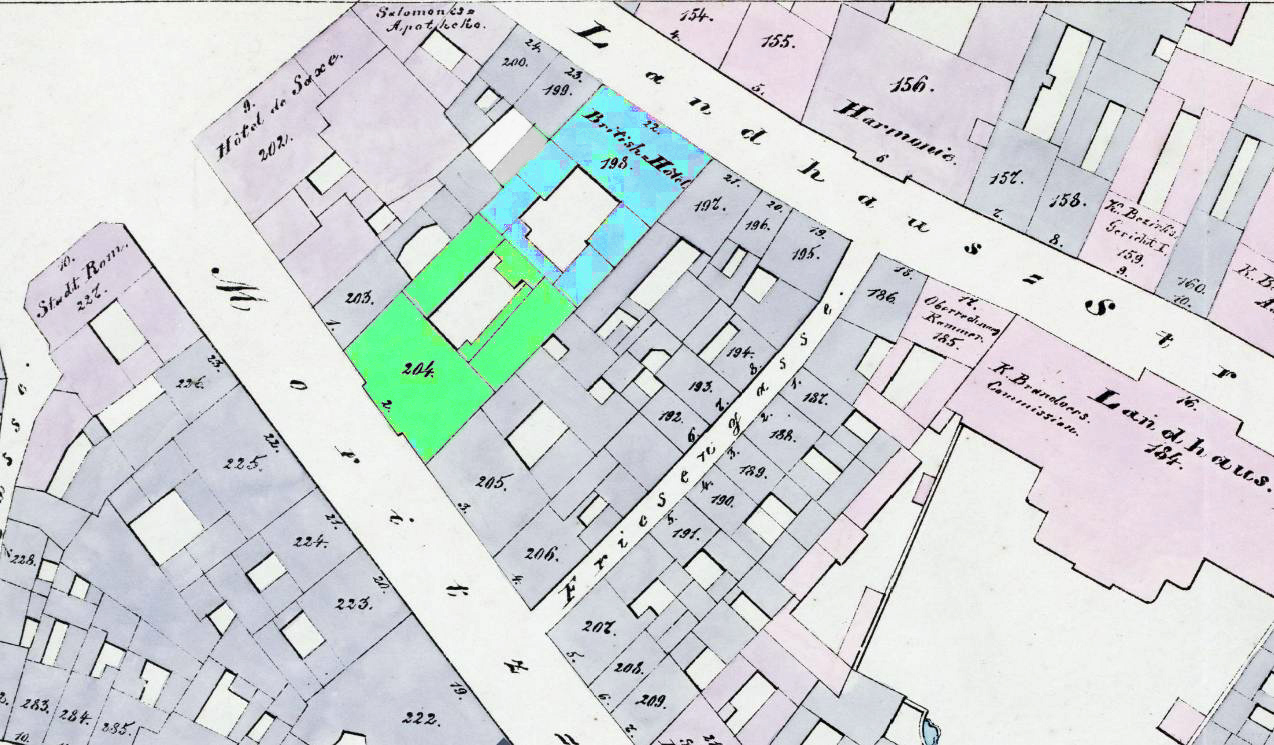
Das Palais Beichlingen auf einem Plan der 1860er-Jahre. British Hotel hellblau, Palais de Saxe hellgrün. Am rechten Rand das Landhaus.

Durch den Bauherrn Wolf Dietrich von Beichlingen 1715 errichtetes barockes Palais in der Nähe des Neumarkts in Dresden, welches sich zwischen der inneren Pirnaischen Gasse (heute Landhausstraße) und der Moritzstraße, mit Fassaden zu beiden Seiten befand, wurde es nicht lange nach der Erbauung in zwei Gebäudeteile baulich getrennt. Der Teil zur inneren Pirnaischen Gasse ist als British Hotel bekannt, der südliche Teil des Palais wurde als Palais de Saxe bzw. als Hôtel de Saxe bekannt. Das British Hotel wurde bis 2010 rekonstruiert wiederaufgebaut.

## Beschreibung
Beide Gebäudehälften verfügten über drei Vollgeschosse, ein Mezzaningeschoss sowie ein hohes Mansarddach. Der ganze architektonische Aufbau beider Häuser war im Prinzip identisch. Sie befanden sich sowohl in der inneren Pirnaischen Gasse als auch in der Moritzstraße inmitten einer geschlossenen Bebauung und fügten sich in die Höhe der umgebenden Gebäude ein. Zwischen beiden Gebäudeteilen befand sich ein rechteckiger Hof. 
Die Fassade war jeweils sieben Fensterachsen breit. Über einem hohen Erdgeschoss erhoben sich zwei Obergeschosse, über einem Gesims befand sich das Mezzaningeschoss. Die mittleren drei Achsen wurden von einem Risaliten eingenommen, der beim Palais de Saxe durch vier kolossale kannelierte Dreiviertelsäulen vertikal unterteilt wurde. Am Risalit des British Hotel fanden sich dafür kannelierte, zu den Seiten des Risaliten einfache Pilaster. Über den Säulen und Pilastern befanden sich Voluten, auf denen das Hauptgesims und das Mansarddach ruhten.
Beide Gebäude trugen prachtvollen Fassadenschmuck, teilweise eine Zutat aus den Jahrzehnten nach der Erbauung. Durch die kolossale Pilaster- bzw. Säulenordnung zeichneten sich beide Häuser gegenüber den sie umgebenden Bürgerhäusern eindeutig als Palais aus. Der Grundriss mit seinen sowohl zu den Straßen als auch zum Hof gelegenen Wohnräumen, der seitlich angeordneten dreiläufigen Treppe und den in den Seitenflügeln befindlichen Nebenzimmern erinnerte eher an ein Bürgerhaus. Nur der sechzehnachsige, rechteckige und mit vorspringenden Risaliten gegliederte Hof entsprach dem eines Adelspalais.
In der Mitte des Palais de Saxe wurde 1764 ein Erker angebaut, der die Mitte des Gebäudes hervorhob.

## Geschichte

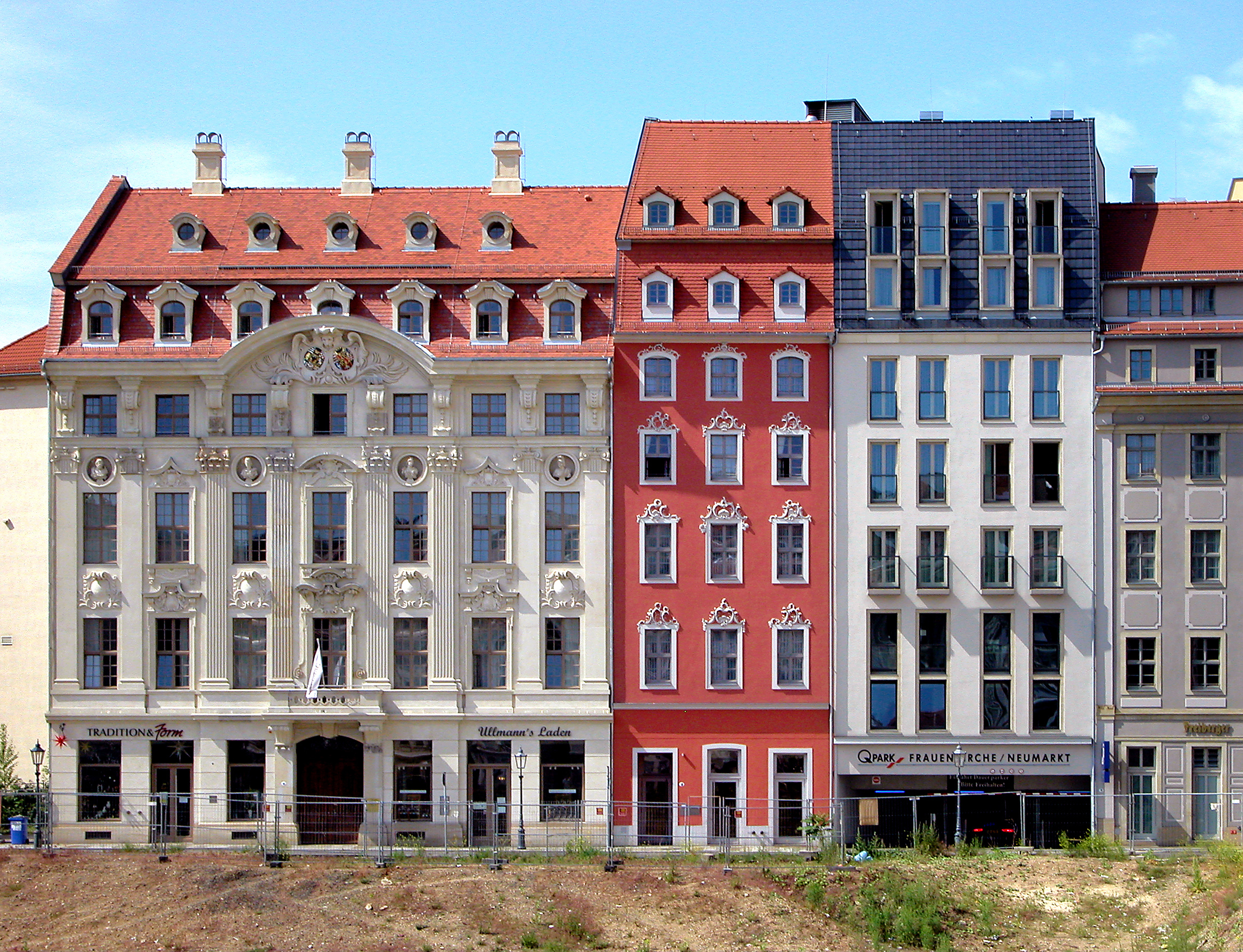
Landhausstraße 6, Palais Beichlingen (British Hotel), dann Nr. 4 und 2.

Das Palais wurde zwischen 1712 und 1715 unter der Regie George Bährs und George Haases errichtet. Bauherr war der Großkanzler und Oberhofmarschall Wolf Dietrich von Beichlingen, der erst 1709 aus der Haft in der Festung Königstein entlassen worden war. 
1752 kaufte Rahel Louise Gräfin von Hoym geb. Gräfin von Werthern das Palais und ließ ihr eigenes Familienwappen und das ihrer Kinder an der Fassade anbringen. Während des Siebenjährigen Krieges wurden beide Gebäude, insbesondere das Palais de Saxe, durch preußischen Beschuss beschädigt und wenige Jahre später wieder aufgebaut.
1833 verkaufte Fürst Heinrich LXXII. Reuß das Gebäude für 23 000 Taler an Carl Friedrich Moritz Schelcher, der in dem zur Landhausstraße gehenden Teil ein Hotel einrichtete. Es trug zunächst die Bezeichnung „Gasthaus goldene Krone“, wurde dann um 1840 umfassend saniert und unter der Bezeichnung „das Englische Hôtel (Anglish House), ganz neu und brillant etablirt, und für hohe Herrschaften eingerichtet, aber auch für die Mittelklasse gefällig und freundlich.“
Nach dem Ersten Weltkrieg wurde das Haus als Wohn- und Geschäftshaus genutzt. Das Palais de Saxe wurde 1887 von Oswald Haenel umgebaut. Beide Gebäudehälften wurde bei den Luftangriffen am 13. Februar 1945 völlig zerstört.

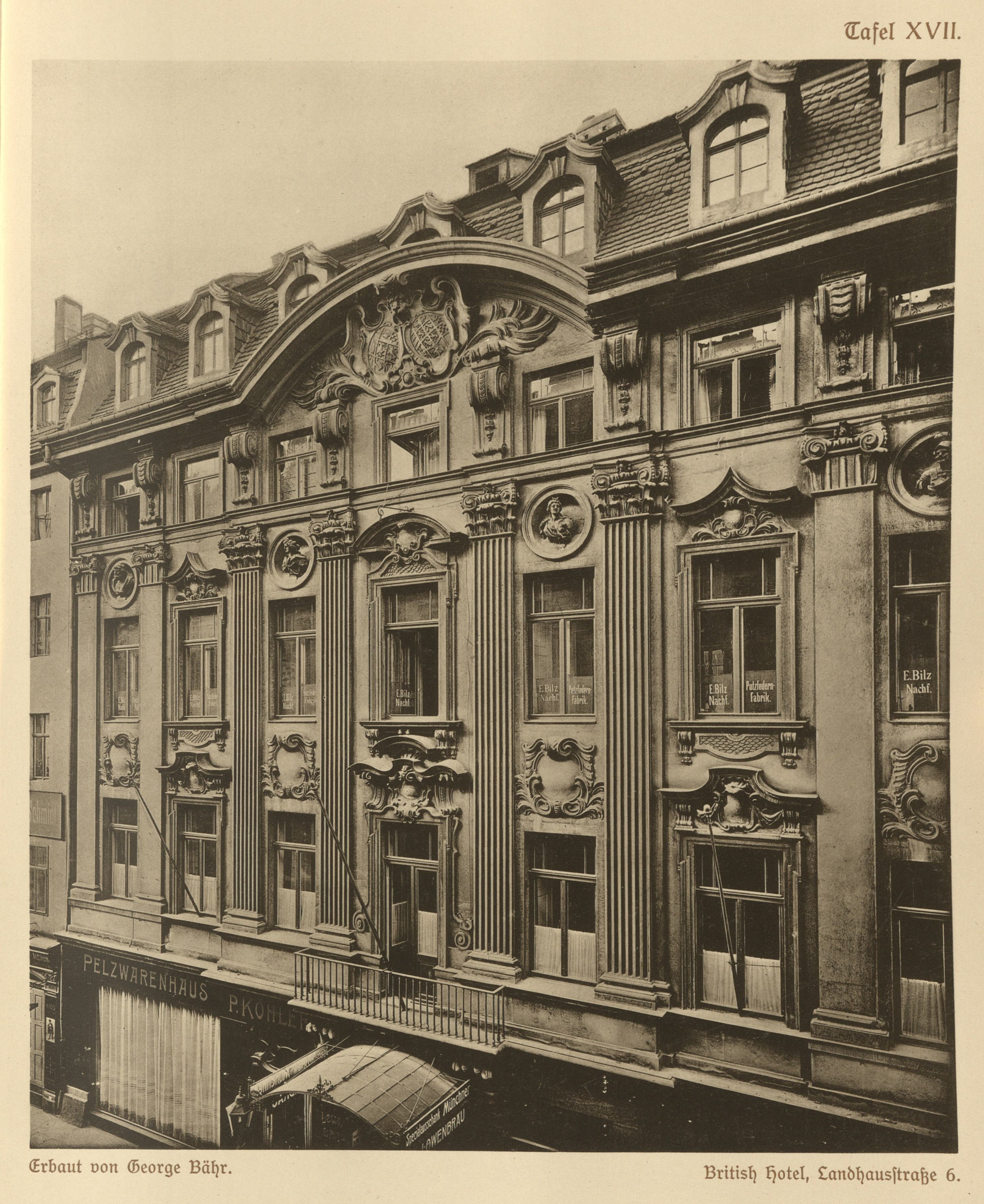
British Hotel 1913
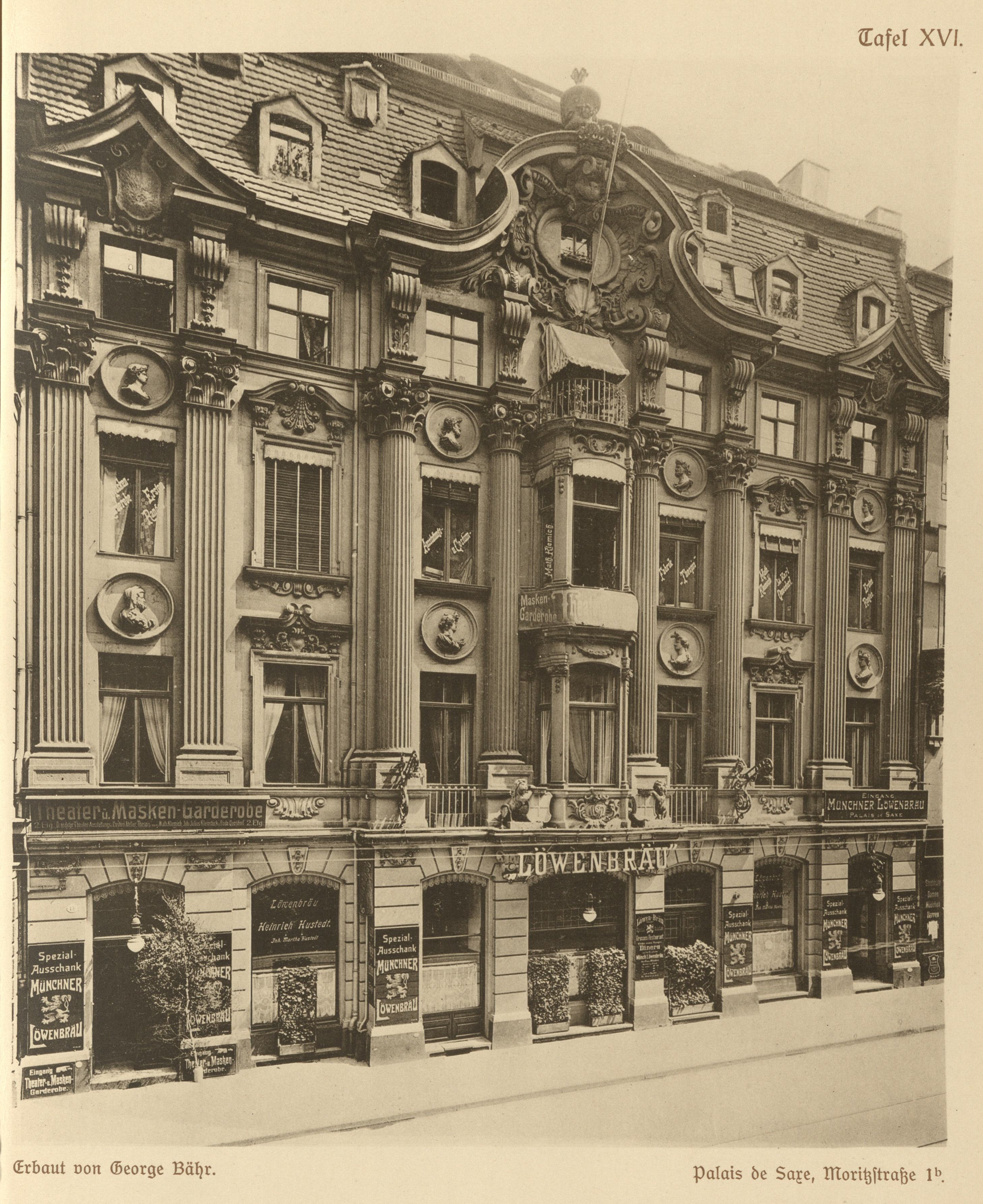
Palais de Saxe 1913

### Wiederaufbau
Die Hapimag AG baute 2008–2010 das British Hotel als gehobene Ferienwohnanlage wieder auf. Beim Wiederaufbau des British Hotel rekonstruierte das Schweizer Unternehmen Hapimag die Fassade des Gebäudes unter Verwendung noch bestehender Fassadenteile originalgetreu und stellte Teile der Kellergewölbe wieder her.